# Ne (Itália)
Ne é uma comuna italiana da região da Ligúria, província de Génova, com cerca de 2.333 habitantes. Estende-se por uma área de 64 km², tendo uma densidade populacional de 36 hab/km². Faz fronteira com Borzonasca, Carasco, Casarza Ligure, Cogorno, Lavagna, Maissana (SP), Mezzanego, Sestri Levante, Varese Ligure (SP).

## Demografia
| Variação demográfica do município entre 1861 e 2011                               |
|                                                                                   |
| Fonte: Istituto Nazionale di Statistica (ISTAT) - Elaboração gráfica da Wikipedia |